# Dableiber
Dableiber significa in tedesco "colui che resta qui" ("da" = qui, "bleiben" = restare). Il termine è usato nella storiografia relativa alla seconda guerra mondiale, per quanto concerne il periodo delle Opzioni in Alto Adige.

## Storia
I Dableiber, chiamati anche Nicht-Optanten, facevano parte della popolazione di lingua tedesca che scelse di restare nel Trentino-Alto Adige in occasione dell'accordo italo-germanico del giugno 1939, che prevedeva una "opzione" per gli abitanti germanofoni (chi voleva poteva rinunciare alla cittadinanza italiana e trasferirsi nel Reich). Con l'obiettivo di spingere quanti più sudtirolesi a partire per la Germania, l'organizzazione nazista Völkischer Kampfring Südtirols (VKS) iniziò una campagna diffamatoria contro i Dableiber, facendo tra l'altro circolare volantini offensivi:
La grande maggioranza dei sudtirolesi, circa 165.000 persone, optò per il Terzo Reich. I Dableiber, circa 63.000, per la loro opposizione furono considerati dei traditori e subirono insulti, persecuzioni e maltrattamenti, accentuatisi nei "seicento giorni" (settembre 1943 - aprile 1945) in cui la provincia fu direttamente controllata dai tedeschi, essendo stata inclusa nella Zona d'operazioni delle Prealpi (in tedesco Operationszone Alpenvorland – OZAV); molti di loro furono reclutati coattivamente e inviati sul fronte orientale.

## Rivalutazione
Fu lo scalatore Reinhold Messner, negli anni ottanta, il primo altoatesino che, protetto dalla sua fama, osò indicare pubblicamente e clamorosamente i veri patrioti sud-tirolesi nei Dableiber che - sostenne - erano rimasti a custodire la propria Heimat o terra degli avi, diversa dalla Vaterland (ch'era la grande patria germanica, considerata come loro madrepatria), e non in coloro che, sia pure anche perché insofferenti verso l'oppressivo regime fascista, avevano optato per il Terzo Reich.